# Alexander Wagner
|  | Aquest article tracta sobre el jugador d'escacs polonès. Si cerqueu el pintor hongarès, vegeu «Sándor Wagner». |

Alexander (Aleksander) Wagner (7 d'agost de 1868 - 1942), fou un mestre d'escacs per correspondència i teòric polonès.
|  |

## Biografia i resultats destacats en competició
Estudià lleis a Lemberg (Lwów, Lviv), mentre jugava als escacs al Club d'escacs de Lviv. Fou 4t a Lviv 1895 i 6è a Lviv 1896, torneigs ambdós guanyats per Ignatz Von Popiel, empatà als llocs 6è-7è a Berlín 1897 (el guanyador fou Arpad Bauer), empatà als llocs 7è-8è a Berlín 1903 (guanyà Horatio Caro), i empatà als llocs 5è-8è a Berlín 1905 (guanyà Erich Cohn).

### Contribució a la teoria dels escacs
A començaments de segle, publicava una columna, Das Schachspiel in Polen a l'Österreichische Lesehalle. Després d'acabar els estudis, començà a treballar en una administració de ferrocarrils a Lviv. Llavors passà a Khodoriv, i posteriorment s'instal·là a Stanislau, Galítsia (llavors Àustria-Hongria, prop de Polònia, actualment Ucraïna). Va jugar en torneigs d'escacs per correspondència locals i internacionals, i publicà moltes anàlisis teòriques en revistes d'escacs.
El febrer de 1912, publicà un article Un nou gambit. El gambit suís. (1.f4 f5 2.e4 fxe4, 3.Cc3 Cf6, 4. g4) al Schweizerische Schachzeitung. Introduí en la pràctica, a més del gambit suís (1.f4 f5 2.e4), la defensa polonesa (1.d4 b5) i el gambit Lemberg, també conegut com a gambit Tennison o gambit Abonyi, (1.Cf3 d5 2. e4).